# Gran Premio di Abu Dhabi 2018
Il Gran Premio di Abu Dhabi 2018 si è corso domenica 25 novembre 2018 sul circuito di Yas Marina, posto sull'isola omonima, ventunesima ed ultima prova della stagione 2018 del campionato mondiale di Formula 1. La gara è stata vinta dal britannico Lewis Hamilton su Mercedes, al suo settantatreesimo successo nel mondiale. Hamilton ha preceduto sotto la bandiera a scacchi il tedesco Sebastian Vettel su Ferrari e l'olandese Max Verstappen su Red Bull Racing-TAG Heuer.
Questo gran premio segna l'ultima gara in F1 per Stoffel Vandoorne, Marcus Ericsson, Brendon Hartley e Sergej Sirotkin tra i piloti, e per la Force India tra i team.

## Vigilia

### Sviluppi futuri
L'attuale collaudatore della Williams, Robert Kubica, è indicato quale pilota titolare dalla scuderia britannica, per la stagione 2019, in cui affiancherà l'esordiente nel campionato mondiale George Russell. Kubica ha corso 76 gran premi, nella massima formula, tra il 2006 e il 2010, cogliendo una vittoria e 12 podi. La sua carriera venne interrotta dall'incidente patito nel Rally Ronde di Andora il 6 febbraio 2011.
Per la stagione 2019 la Mercedes annuncia che Esteban Ocon, attuale pilota titolare della Force India, diventa pilota di riserva per la scuderia tedesca. Il francese sarà pilota di riserva anche per la Racing Point.

### Aspetti tecnici
La Pirelli, fornitrice unica degli pneumatici, per questa gara porta le mescole supersoft, ultrasoft, e hypersoft.
La FIA conferma due zone nelle quali i piloti possono utilizzare il DRS: la prima è fissata sul lungo rettilineo posto tra le curve 7 e 8, con detection point stabilito prima della curva 7. La seconda zona è fissata tra le curve 10 e 11, con punto di rilevamento del distacco fra piloti stabilito dopo la curva 9.

### Aspetti sportivi
La gara rappresenta l'ultima apparizione prima del ritiro per Fernando Alonso. Lo spagnolo presenta, per questa gara, un casco celebrativo, così come la scuderia di Woking gareggia con una livrea speciale per la sola monoposto dell'iberico. L'asturiano rientrerà poi nel circus a partire dalla stagione 2021 alla guida dell'Alpine, marchio automobilistico sportivo del gruppo Renault.
L'ex pilota automobilistico Felipe Giaffone è nominato quale commissario aggiunto per la gara. Il brasiliano ricopre, per la prima volta, questo ruolo in Formula 1 in un weekend di gara.
La Haas contesta che la Force India, che dal Gran Premio del Belgio corre con la nuova denominazione di Racing Point Force India F1 Team, possa partecipare alla ripartizione dei premi fra i costruttori, considerando che la scuderia ha cambiato nome, e quindi utilizzerebbe una monoposto costruita da un team diverso. I commissari sportivi rigettano la protesta della Haas, che propone appello alla Federazione. Successivamente il team statunitense ha deciso di non proseguire nella sua azione.
Nel corso della prima sessione di prove libere del venerdì Robert Kubica ha preso il posto di Sergej Sirotkin alla Williams, mentre Antonio Giovinazzi quello di Charles Leclerc alla Sauber. Sempre nella prima sessione, Lewis Hamilton, da poco confermatosi campione del mondo, ottiene una deroga dalla FIA per poter girare col numero 1 sul musetto, in luogo del suo tradizionale 44, che rimane però riportato sul cofano motore e nella lista ufficiale dei piloti iscritti al campionato.

## Prove

### Resoconto
Max Verstappen ha colto il miglior rilievo cronometrico, nel corso della prima sessione di prove libere. L'olandese ha preceduto il suo compagno di team, Daniel Ricciardo, di quasi mezzo secondo. Le due Red Bull Racing sono le uniche due monoposto che hanno girato con un tempo inferiore al minuto e trentanove, lasciando a quasi un secondo il terzo, Valtteri Bottas che, a sua volta, ha preceduto il proprio compagno di scuderia, Lewis Hamilton. Le Ferrari hanno chiuso con tempi ancora più distanti da quelli del duo della Red Bull: la casa italiana ha effettuato, durante la sessione, dei test aerodinamici con componenti pensate per le regole tecniche della stagione 2019.
Marcus Ericsson è uscito di pista alla prima curva, danneggiando in maniera lieve la sua Sauber.
Nella seconda sessione di prove libere scala al primo posto Bottas, che ha preceduto le due Red Bull. A differenza della prima sessione i tempi dei primi sei piloti (le due Mercedes, le due Red Bull e le due Ferrari) sono estremamente vicini, tanto da essere raccolti in soli tre decimi. La sessione è maggiormente indicativa delle condizioni nelle quali si terrà la qualifica, con pista più gommata rispetto alla prima sessione e una temperatura dell'asfalto più bassa. Bottas ha abbassato di oltre due secondi il tempo della sessione iniziale, pur utilizzando ancora una power unit non ancora tarata sulla massima potenza. Max Verstappen è andato lungo in frenata, dopo aver colpito un cordolo alla curva 20. I piloti si sono lamentati per questi dissuasori, posti all'esterno delle curve.
Hamilton ha subito una reprimenda da parte dei commissari, per aver superato la linea bianca che indica l'entrata alla corsia dai box, dalla pista. Il britannico, che era passato oltre tale linea, per poter imboccare la via dei box aveva dovuto inserire la retromarcia. Ciò era accaduto al termine della sessione, a bandiera a scacchi già esposta.
Nella sessione del sabato il miglior tempo è colto da Lewis Hamilton, che ha preceduto le due Ferrari. Alle spalle delle vetture italiane si sono classificati Verstappen, Bottas e Ricciardo. Quest'ultimo ha dovuto parcheggiare la sua Red Bull Racing a bordo della pista per un problema meccanico. Nella parte finale della sessione Romain Grosjean e Pierre Gasly sono venuti a contatto, a causa di un'incomprensione tra i due piloti. Charles Leclerc ha danneggiato la sua Sauber contro le barriere alla curva 19, distruggendo l'alettone posteriore. Kimi Räikkönen è stato autore di un errore di guida uguale a quello compiuto da Hamilton, oltrepassando l'entrata della corsia dei box nel suo giro di rientro.

### Risultati
Nella prima sessione del venerdì si è avuta questa situazione:
| Pos | Nº | Pilota           | Costruttore               | Tempo    | Gap    | Giri |
| --- | -- | ---------------- | ------------------------- | -------- | ------ | ---- |
| 1   | 33 | Max Verstappen   | Red Bull Racing-TAG Heuer | 1'38"491 |        | 27   |
| 2   | 3  | Daniel Ricciardo | Red Bull Racing-TAG Heuer | 1'38"945 | +0"454 | 19   |
| 3   | 77 | Valtteri Bottas  | Mercedes                  | 1'39"452 | +0"961 | 29   |

Nella seconda sessione del venerdì si è avuta questa situazione:
| Pos | Nº | Pilota           | Costruttore               | Tempo    | Gap    | Giri |
| --- | -- | ---------------- | ------------------------- | -------- | ------ | ---- |
| 1   | 77 | Valtteri Bottas  | Mercedes                  | 1'37"236 |        | 37   |
| 2   | 33 | Max Verstappen   | Red Bull Racing-TAG Heuer | 1'37"280 | +0"044 | 32   |
| 3   | 3  | Daniel Ricciardo | Red Bull Racing-TAG Heuer | 1'37"428 | +0"192 | 31   |

Nella sessione del sabato mattina si è avuta questa situazione:
| Pos | Nº | Pilota           | Costruttore | Tempo    | Gap    | Giri |
| --- | -- | ---------------- | ----------- | -------- | ------ | ---- |
| 1   | 44 | Lewis Hamilton   | Mercedes    | 1'37"176 |        | 16   |
| 2   | 7  | Kimi Räikkönen   | Ferrari     | 1'37"464 | +0"288 | 18   |
| 3   | 5  | Sebastian Vettel | Ferrari     | 1'37"587 | +0"411 | 14   |

## Qualifiche

### Resoconto
Il primo dei piloti di punta a far segnare un tempo è Kimi Räikkönen, con 1'37"010; il tempo del finlandese è battuto da Vettel, mentre Esteban Ocon, col terzo tempo, è staccato di oltre un secondo. I tempi dei ferraristi non sono battuti dalla Mercedes, ma nemmeno dalle Red Bull, con le vetture anglo-austriache che s'intercalano fra i tempi dei piloti della scuderia tedesca.
Vettel si migliora ancora, mentre Nico Hülkenberg, col settimo tempo, è a soli due decimi dal tempo di Bottas. A cinque minuti dal termine della Q1, i piloti eliminati sono Kevin Magnussen, Marcus Ericsson, Stoffel Vandoorne e le due Williams. Bottas sfiora il tempo di Vettel, mentre Hamilton batte il tempo di Räikkönen.
La pista si migliora, con Ocon che scala quarto e Leclerc settimo, mentre Magnussen si ferma al tredicesimo posto. Rimangono eliminati i piloti della Scuderia Toro Rosso, Stoffel Vandoorne e quelli della Williams.
In Q2 Hamilton batte subito il record della pista con 1'35"693, staccando in maniera netta la concorrenza, con le Ferrari a oltre un secondo. I piloti dei team migliori optano per gomme ultrasoft, mentre gli altri utilizzano le hypersoft. Nella parte finale della sessione Hülkenberg segna il terzo tempo, Romain Grosjean il quarto, battuto da Leclerc che è terzo, e continua a far segnare i migliori parziali nella prima parte del tracciato. Ocon rimonta fino all'ottavo posto, mentre Max Verstappen è provvisoriamente eliminato. L'olandese è costretto a montare gomme hypersoft per l'ultimo tentativo, mentre Ricciardo si salva dall'eliminazione per soli 18 millesimi, dopo aver rallentato nell'ultimo suo giro lanciato. Non passano alla Q3 Carlos Sainz Jr., Marcus Ericsson, Kevin Magnussen, Sergio Pérez e Fernando Alonso.
Nella fase finale Lewis Hamilton fa segnare 1'35"295, nuovo record del tracciato, un decimo meglio di Bottas e Ricciardo, mentre Verstappen resta a tre decimi, subito alle spalle della Ferrari di Räikkönen. Sebastian Vettel si pone a soli 57 millesimi dal britannico. Col secondo tentativo veloce Hamilton marca 1'34"794, che permette al neocampione del mondo di lasciare il compagno di team, Bottas, a 162 millesimi. Ricciardo è quarto, mentre Vettel si ferma a 1'35"125, lasciando così le due Mercedes in prima fila.

### Risultati
Nella sessione di qualifica si è avuta questa situazione:
| Pos                         | Nº | Pilota            | Costruttore               | Q1       | Q2       | Q3       | Griglia |
| --------------------------- | -- | ----------------- | ------------------------- | -------- | -------- | -------- | ------- |
| 1                           | 44 | Lewis Hamilton    | Mercedes                  | 1'36"828 | 1'35"693 | 1'34"794 | 1       |
| 2                           | 77 | Valtteri Bottas   | Mercedes                  | 1'36"789 | 1'36"392 | 1'34"956 | 2       |
| 3                           | 5  | Sebastian Vettel  | Ferrari                   | 1'36"775 | 1'36"345 | 1'35"125 | 3       |
| 4                           | 7  | Kimi Räikkönen    | Ferrari                   | 1'37"010 | 1'36"735 | 1'35"365 | 4       |
| 5                           | 3  | Daniel Ricciardo  | Red Bull Racing-TAG Heuer | 1'37"117 | 1'36"964 | 1'35"401 | 5       |
| 6                           | 33 | Max Verstappen    | Red Bull Racing-TAG Heuer | 1'37"195 | 1'36"144 | 1'35"589 | 6       |
| 7                           | 8  | Romain Grosjean   | Haas-Ferrari              | 1'37"575 | 1'36"732 | 1'36"192 | 7       |
| 8                           | 16 | Charles Leclerc   | Sauber-Ferrari            | 1'37"124 | 1'36"580 | 1'36"237 | 8       |
| 9                           | 31 | Esteban Ocon      | Force India-Mercedes      | 1'36"936 | 1'36"814 | 1'36"540 | 9       |
| 10                          | 27 | Nico Hülkenberg   | Renault                   | 1'37"569 | 1'36"630 | 1'36"542 | 10      |
| 11                          | 55 | Carlos Sainz Jr.  | Renault                   | 1'37"757 | 1'36"982 | N.D.     | 11      |
| 12                          | 9  | Marcus Ericsson   | Sauber-Ferrari            | 1'37"619 | 1'37"132 | N.D.     | 12      |
| 13                          | 20 | Kevin Magnussen   | Haas-Ferrari              | 1'37"934 | 1'37"309 | N.D.     | 13      |
| 14                          | 11 | Sergio Pérez      | Force India-Mercedes      | 1'37"255 | 1'37"541 | N.D.     | 14      |
| 15                          | 14 | Fernando Alonso   | McLaren-Renault           | 1'37"890 | 1'37"743 | N.D.     | 15      |
| 16                          | 28 | Brendon Hartley   | Scuderia Toro Rosso-Honda | 1'37"994 | N.D.     | N.D.     | 16      |
| 17                          | 10 | Pierre Gasly      | Scuderia Toro Rosso-Honda | 1'38"166 | N.D.     | N.D.     | 17      |
| 18                          | 2  | Stoffel Vandoorne | McLaren-Renault           | 1'38"577 | N.D.     | N.D.     | 18      |
| 19                          | 35 | Sergej Sirotkin   | Williams-Mercedes         | 1'38"635 | N.D.     | N.D.     | 19      |
| 20                          | 18 | Lance Stroll      | Williams-Mercedes         | 1'38"682 | N.D.     | N.D.     | 20      |
| Tempo limite 107%: 1'43"549 |    |                   |                           |          |          |          |         |

In grassetto sono indicate le migliori prestazioni in Q1, Q2 e Q3.

## Gara

### Resoconto
Alla partenza Lewis Hamilton mantiene il comando della gara, davanti a Valtteri Bottas, Sebastian Vettel, Kimi Räikkönen, Daniel Ricciardo e Charles Leclerc; parte male Max Verstappen, solo nono, alle spalle di Esteban Ocon. Più dietro, nel corso del primo giro, Nico Hülkenberg, nel tentativo di passare Romain Grosjean, chiude la traiettoria al francese innescando il contatto tra le gomme delle due vetture e facendo decollare la sua Renault che si alza in aria e dopo diverse piroette ricade sulle barriere; la direzione di gara decide di far uscire immediatamente in pista la safety car e la medical car. L'impatto è violento e visivamente molto spettacolare ma il pilota tedesco ne esce incolume nonostante diversi minuti passati bloccato dentro la monoposto in posizione capovolta a testa in giù.
Alla ripartenza la classifica rimane invariata. Verstappen passa Ocon alla curva 7 ma, a causa di perdita di potenza del motore, l'olandese è ripassato dal francese, e anche dall'altro pilota della Force India, Sergio Pérez. Al quinto giro il pilota della Red Bull ripassa Pérez, e dopo una lunga lotta, al giro 6, ha la meglio anche su Ocon.
Nel sesto giro Leclerc è capace di superare Räikkönen, che arrivato sul rettilineo dei box, deve fermare, per un problema tecnico, la sua Ferrari. In questo caso viene imposto il regime di virtual safety car. Hamilton, Leclerc e Grosjean ne approfittano per effettuare il loro cambio gomme. Al momento in cui la gara riprende nella sua valenza agonistica la classifica recita Bottas primo, secondo Vettel, poi Ricciardo, Verstappen, Hamilton, Ocon e Pérez. Hamilton tenta di attaccare subito Verstappen, ma il pilota olandese riesce a difendere la sua posizione.
Al tredicesimo giro Carlos Sainz Jr. strappa l'ottava posizione a Marcus Ericsson. Due giri dopo Vettel effettua il suo pit stop, passando alle gomme supersoft, rientrando in gara sesto, alle spalle di Ocon (che si ferma per il cambio gomme al giro 18). Al giro 16 è il turno di Bottas (anche lui opta per le supersoft), mentre al giro 17 tocca a Verstappen abbandonare le hypersoft e montare le supersoft. Al comando si trova ora Daniel Ricciardo, davanti a Lewis Hamilton, Valtteri Bottas, Sebastian Vettel, Max Verstappen e Sainz Jr.. Sul tracciato arriva una leggere pioggia, che però non incide sulle prestazioni dei piloti.
Ricciardo attende il giro 33 per la sua sosta. L'australiano rientra in gara alle spalle di Verstappen, mentre Hamilton torna leader della gara. Bottas soffre di alcuni problemi tecnici, e viene passato da Vettel. Nei giri seguenti il pilota della Mercedes cede altre due posizioni, passato dai due piloti della Red Bull Racing. Bottas è costretto a una seconda sosta ai box, al giro 40.
Nella parte finale di gara Vettel cerca di ridurre la distanza da Hamilton, che però controlla agevolmente. Verstappen, a sua volta, non è in grado di ridurre il distacco da Vettel, mentre anche Ricciardo non ha lo spunto per attaccare il suo compagno di scuderia. Al giro 45 Esteban Ocon, con guasti alla power unit, è invitato a ritirarsi, ma la vettura si ferma nella corsia di entrata dei box, ostruendo in parte la carreggiata. Il giro dopo si ritira anche Pierre Gasly.
Lewis Hamilton festeggia la sua settantatreesima vittoria del mondiale, davanti a Sebastian Vettel e alle due Red Bull Racing. Hamilton tocca 408 punti in stagione, nuovo record per un pilota nella storia del mondiale.

### Risultati
I risultati del Gran Premio sono i seguenti:
| Pos | Nº | Pilota            | Costruttore               | Giri | Tempo/Ritiro               | Griglia | Punti |
| --- | -- | ----------------- | ------------------------- | ---- | -------------------------- | ------- | ----- |
| 1   | 44 | Lewis Hamilton    | Mercedes                  | 55   | 1h39'40"382                | 1       | 25    |
| 2   | 5  | Sebastian Vettel  | Ferrari                   | 55   | +2"581                     | 3       | 18    |
| 3   | 33 | Max Verstappen    | Red Bull Racing-TAG Heuer | 55   | +12"706                    | 6       | 15    |
| 4   | 3  | Daniel Ricciardo  | Red Bull Racing-TAG Heuer | 55   | +15"379                    | 5       | 12    |
| 5   | 77 | Valtteri Bottas   | Mercedes                  | 55   | +47"957                    | 2       | 10    |
| 6   | 55 | Carlos Sainz Jr.  | Renault                   | 55   | +1'12"548                  | 11      | 8     |
| 7   | 16 | Charles Leclerc   | Sauber-Ferrari            | 55   | +1'30"789                  | 8       | 6     |
| 8   | 11 | Sergio Pérez      | Force India-Mercedes      | 55   | +1'31"275                  | 14      | 4     |
| 9   | 8  | Romain Grosjean   | Haas-Ferrari              | 54   | +1 giro                    | 7       | 2     |
| 10  | 20 | Kevin Magnussen   | Haas-Ferrari              | 54   | +1 giro                    | 13      | 1     |
| 11  | 14 | Fernando Alonso   | McLaren-Renault           | 54   | +1 giro                    | 15      |       |
| 12  | 28 | Brendon Hartley   | Scuderia Toro Rosso-Honda | 54   | +1 giro                    | 16      |       |
| 13  | 18 | Lance Stroll      | Williams-Mercedes         | 54   | +1 giro                    | 20      |       |
| 14  | 2  | Stoffel Vandoorne | McLaren-Renault           | 54   | +1 giro                    | 18      |       |
| 15  | 35 | Sergej Sirotkin   | Williams-Mercedes         | 54   | +1 giro                    | 19      |       |
| Rit | 10 | Pierre Gasly      | Scuderia Toro Rosso-Honda | 46   | Motore                     | 17      |       |
| Rit | 31 | Esteban Ocon      | Force India-Mercedes      | 44   | Perdita d'olio             | 9       |       |
| Rit | 9  | Marcus Ericsson   | Sauber-Ferrari            | 24   | Motore                     | 12      |       |
| Rit | 7  | Kimi Räikkönen    | Ferrari                   | 6    | Problema elettrico         | 4       |       |
| Rit | 27 | Nico Hülkenberg   | Renault                   | 0    | Collisione con R. Grosjean | 10      |       |

## Classifiche mondiali

### Piloti
| Pos | Pilota            | Punti |
| --- | ----------------- | ----- |
| 1   | Lewis Hamilton    | 408   |
| 2   | Sebastian Vettel  | 320   |
| 3   | Kimi Räikkönen    | 251   |
| 4   | Max Verstappen    | 249   |
| 5   | Valtteri Bottas   | 247   |
| 6   | Daniel Ricciardo  | 170   |
| 7   | Nico Hülkenberg   | 69    |
| 8   | Sergio Pérez      | 62    |
| 9   | Kevin Magnussen   | 56    |
| 10  | Carlos Sainz Jr.  | 53    |
| 11  | Fernando Alonso   | 50    |
| 12  | Esteban Ocon      | 49    |
| 13  | Charles Leclerc   | 39    |
| 14  | Romain Grosjean   | 37    |
| 15  | Pierre Gasly      | 29    |
| 16  | Stoffel Vandoorne | 12    |
| 17  | Marcus Ericsson   | 9     |
| 18  | Lance Stroll      | 6     |
| 19  | Brendon Hartley   | 4     |
| 20  | Sergej Sirotkin   | 1     |

### Costruttori
| Pos | Costruttore               | Punti |
| --- | ------------------------- | ----- |
| 1   | Mercedes                  | 655   |
| 2   | Ferrari                   | 571   |
| 3   | Red Bull Racing-TAG Heuer | 419   |
| 4   | Renault                   | 122   |
| 5   | Haas-Ferrari              | 93    |
| 6   | McLaren-Renault           | 62    |
| 7   | Force India-Mercedes      | 52    |
| 8   | Sauber-Ferrari            | 48    |
| 9   | Scuderia Toro Rosso-Honda | 33    |
| 10  | Williams-Mercedes         | 7     |